# Guillaume Wittouck
Guillaume Wittouck est un jurisconsulte, né à Drogenbos (près de Bruxelles) le 30 octobre 1749 et mort à Bruxelles le 12 juin 1829. Ses obsèques eurent lieu à Leeuw-Saint-Pierre, où il avait acquis le château de Petit-Bigard, et un service fut également célébré à Bruxelles, en l'église de Notre-Dame du Bon Secours, vis-à-vis de laquelle il avait son hôtel particulier bruxellois.

## Carrière

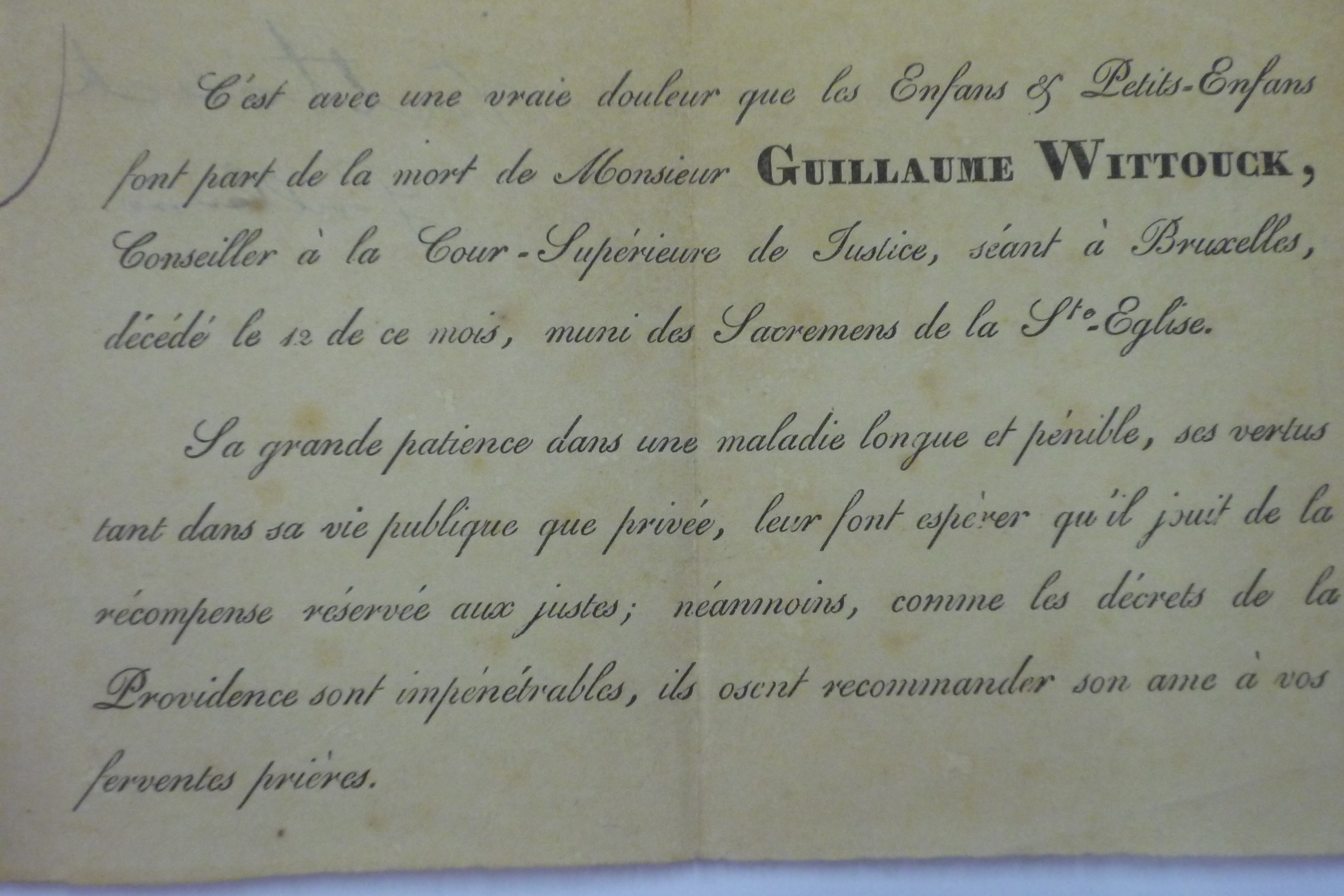
Faire-part de décès de Guillaume Wittouck, décédé à Bruxelles le 12 juin 1829.

Après avoir fait ses humanités à Enghien et à Mons, il décrocha une licence en droit à l'université de Louvain en 1774 et commença alors une carrière d'avocat puis de haut magistrat, d'abord sous le régime autrichien, ensuite sous le régime de la République et de l'Empire français, enfin sous le royaume uni des Pays-Bas.
Après avoir été avocat, il devint membre du Conseil souverain de Brabant en 1791, ce qui lui conféra les privilèges de la noblesse personnelle.
Lors de la révolution brabançonne, il prit le parti des Vonckistes, favorables aux idées nouvelles.
Lors du rattachement de la Belgique à la France, il devint substitut du commissaire du Directoire près le tribunal civil du département de la Dyle, puis sous le consulat, en 1800, juge au tribunal d'appel de Bruxelles, puis de 1804 à 1814, sous l'Empire, conseiller à la cour d'appel de Bruxelles, puis conseiller à la Cour supérieure de Bruxelles.
Enfin, à l'époque du royaume uni des Pays-Bas, il continua ses hautes fonctions judiciaires en devenant conseiller à la Cour supérieure de Justice à Bruxelles, nom qu'avait alors la Cour de cassation.

## Famille
Guillaume Wittouck avait épousé à Bruxelles (église de Saint-Nicolas) le 29 juin 1778 Anne-Marie Cools née à Gooik le 25 janvier 1754 et décédée à Bruxelles le 11 avril 1824, fille de Jean Cools et d’Adrienne Galmaert, issue des sept Lignages de Bruxelles.

## Descendance
Guillaume Wittouck compte parmi ses descendants de nombreuses personnalités, dont voici quelques-unes:
- Félix-Guillaume Wittouck (1812-1898), distillateur, bourgmestre de Leeuw-Saint-Pierre.
- Félix Wittouck (1849-1916), industriel sucrier.
- Paul Wittouck (1851-1917), industriel.
- Frantz Wittouck (1855-1914), industriel.
- Élisabeth Wittouck, épouse de Jules Guillaume, diplomate belge.
- Stéphanie Crayencour, actrice et chanteuse.
- Guillaume Delcourt, marin et explorateur.
- Auguste van Dievoet, jurisconsulte, avocat à la Cour de cassation et historien du droit.
- Jules van Dievoet, avocat à la Cour de cassation.
- Eugène van Dievoet, architecte.
- Gabriel van Dievoet, décorateur Art nouveau.
- Henri van Dievoet, architecte.
- Germaine van Dievoet, championne de Belgique de natation, participante aux Jeux olympiques d'Anvers en 1920.
- Léon van Dievoet (1907-1993), architecte.
- Lucien Guinotte, artiste peintre.
- Guy Ullens, homme d'affaires et collectionneur d'art.